# Hiroshi Sasagawa
Hiroshi Sasagawa (笹川ひろし?, Sasagawa Hiroshi; Aizuwakamatsu, 9 luglio 1936) è un regista e sceneggiatore giapponese, attivo nel campo dell'animazione.

## Carriera
Originario della prefettura di Fukushima, è principalmente conosciuto come regista e sceneggiatore della serie Time Bokan, ideata da Tatsuo Yoshida, creatore della Tatsunoko Production per la quale Sasagawa dirigerà gran parte dei suoi lavori.

## Opere
- Superauto Mach 5 (1967, versione nipponica)
- Il mio amico Guz (1967)
- Il mago pancione Etcì (1969)
- Ugo il re del judo (1970)
- Ippotommaso (1971)
- Gatchaman (1972)
- Tamagon risolve tutto (1972)
- La banda dei ranocchi (1973)
- Kyashan - Il ragazzo androide (1973)
- Coccinella (1974)
- Tekkaman (1975)
- La macchina del tempo (1975)
- Il fantastico mondo di Paul (1976)
- Il fichissimo del baseball (1977)
- Yattaman (1977)
- L'uccellino azzurro (1980, con Leiji Matsumoto)
- Nino, il mio amico ninja (1981)
- Ransie la strega (1982, dal manga originale di Koi Ikeno)
- Fantazoo (1987)
- Cenerentola (1996)
- Speed Racer X[1] (1997)